# Shin (cantante)
Shin (苏 见 信) (nacido el 14 de mayo de 1971) es un cantante, músico, actor y songwriter taiwanés, fue conocido por ser el  vocalista de la banda musical Shin.

## Carrera
Fue conocido como el vocalista de la banda musical Shin, ya que dicha agrupación llevaba su nombre.
Shin había estado cantando en bares de alrededor de 10 años antes de convertirse en cantante. En estos años, formó dicha banda musical banda con Chris, Michael, 晓华, Tomi. Comenzó su carrera e hizo su debut en mayo de 2002.
El 20 de marzo de 2007, dejó la banda y comenzó su carrera en solitario.

## Discografía
Álbumes
| Año      | Nombre del álbum             |
| -------- | ---------------------------- |
| Sep,2005 | Special Thanks To…感謝自選輯 |
| Sep,2007 | 我就是我                     |
| Oct,2008 | 集樂星球                     |
| Nov,2009 | 趁我                         |

Con la banda Shin
| Año           | Nombre del sencillo                                     |
| ------------- | ------------------------------------------------------- |
| May 2002      | Shin (信樂團同名專輯)                                   |
| April 2003    | Tian Gao Di Hou (天高地厚)                              |
| February 2004 | Hai Kuo Tian Kong (海闊天空)                            |
| December 2004 | Tiao Xin (挑信)                                         |
| April 2006    | One Night @ Mars Concert Live(One Night@火星演唱會Live) |

Singles Famosos
| - 2002:《死了都要愛》 - 2002:《一了百了》 - 2002:《世界末日》 - 2002:《One Night In 北京》 - 2003:《離歌》 - 2003:《天高地厚》 - 2004:《千年之戀》 - 2004: 海闊天空》 - 2004:《假如》 | - 2007:《我恨你》 - 2007:《傷城》 - 2008:《告別的時代》 - 2009:《火燒的寂寞》 - 2009:《趁我》 |

## Filmografía

### Apariciones
| Año  | Programa          | Notas          |
| ---- | ----------------- | -------------- |
| 2015 | Hurry Up, Brother | episodio #2.06 |